# Municipio de Hagen
El municipio de Hagen (en inglés: Hagen Township) es un municipio ubicado en el condado de Clay en el estado estadounidense de Minnesota. En el año 2010 tenía una población de 154 habitantes y una densidad poblacional de 1,83 personas por km².

## Geografía
El municipio de Hagen se encuentra ubicado en las coordenadas 47°6′2″N 96°22′30″O / 47.10056, -96.37500. Según la Oficina del Censo de los Estados Unidos, el municipio tiene una superficie total de 84.19 km², de la cual 84,14 km² corresponden a tierra firme y (0,06 %) 0,05 km² es agua.

## Demografía
Según el censo de 2010, había 154 personas residiendo en el municipio de Hagen. La densidad de población era de 1,83 hab./km². De los 154 habitantes, el municipio de Hagen estaba compuesto por el 94,81 % blancos, el 0,65 % eran asiáticos, el 1,3 % eran de otras razas y el 3,25 % eran de una mezcla de razas. Del total de la población el 4,55 % eran hispanos o latinos de cualquier raza.